# Meyers Leonard
Meyers Patrick Leonard (Robinson, 27 febbraio 1992) è un ex cestista statunitense, professionista nella NBA.

## Carriera
Leonard è uno dei più alti centri in attività nella NBA; ha giocato all'Università dell'Illinois dal 2010 al 2012, chiudendo il suo anno da sophomore con 13,6 punti e 8,2 rimbalzi a partita.
È stato selezionato come 11ª scelta assoluta al draft NBA 2012 dai Portland Trail Blazers.
Nel novembre del 2020 firma, da free agent, un contratto biennale dal valore di 20 milioni di dollari con i Miami Heat.

## Statistiche
| * | Primo nella lega |

### NCAA
| Anno      | Squadra                  | PG | PT | MP   | TC%  | 3P% | TL%  | RP  | AP  | PRP | SP  | PP   |
| --------- | ------------------------ | -- | -- | ---- | ---- | --- | ---- | --- | --- | --- | --- | ---- |
| 2010-2011 | Illinois Fighting Illini | 33 | 1  | 8,2  | 48,3 | 0,0 | 70,6 | 1,2 | 0,2 | 0,2 | 0,4 | 2,1  |
| 2011-2012 | Illinois Fighting Illini | 32 | 30 | 31,8 | 58,4 | 9,1 | 73,2 | 8,2 | 1,3 | 0,5 | 1,2 | 13,6 |
| Carriera  | Carriera                 | 65 | 31 | 19,9 | 56,7 | 8,3 | 72,9 | 4,7 | 0,7 | 0,3 | 1,1 | 7,7  |

#### Massimi in carriera
- Massimo di punti: 22 (2 volte)[1]
- Massimo di rimbalzi: 16 vs Cornell (19 dicembre 2011)
- Massimo di assist: 5 vs Missouri (22 dicembre 2011)
- Massimo di palle rubate: 2 (5 volte)
- Massimo di stoppate: 6 vs Loyola-Chicago (11 novembre 2011)
- Massimo di minuti giocati: 42 vs Minnesota (27 dicembre 2011)

### NBA

#### Regular season
| Anno      | Squadra             | PG  | PT | MP   | TC%  | 3P%  | TL%  | RP  | AP  | PRP | SP  | PP  |
| --------- | ------------------- | --- | -- | ---- | ---- | ---- | ---- | --- | --- | --- | --- | --- |
| 2012-2013 | Portland T. Blazers | 69  | 9  | 17,5 | 54,5 | 42,9 | 80,9 | 3,7 | 0,5 | 0,2 | 0,6 | 5,5 |
| 2013-2014 | Portland T. Blazers | 40  | 0  | 8,9  | 45,1 | 0,0  | 76,2 | 2,8 | 0,5 | 0,2 | 0,1 | 2,5 |
| 2014-2015 | Portland T. Blazers | 55  | 7  | 15,4 | 51,0 | 42,0 | 93,8 | 4,5 | 0,6 | 0,2 | 0,3 | 5,9 |
| 2015-2016 | Portland T. Blazers | 61  | 10 | 21,9 | 44,8 | 37,7 | 76,1 | 5,1 | 1,5 | 0,1 | 0,3 | 8,4 |
| 2016-2017 | Portland T. Blazers | 74  | 12 | 16,5 | 38,6 | 34,7 | 87,5 | 3,2 | 1,0 | 0,2 | 0,4 | 5,4 |
| 2017-2018 | Portland T. Blazers | 33  | 2  | 7,7  | 59,0 | 42,3 | 81,8 | 2,1 | 0,5 | 0,2 | 0,0 | 3,4 |
| 2018-2019 | Portland T. Blazers | 61  | 2  | 14,4 | 54,5 | 45,0 | 84,3 | 3,8 | 1,2 | 0,2 | 0,1 | 5,9 |
| 2019-2020 | Miami Heat          | 51  | 49 | 20,3 | 50,9 | 41,4 | 64,3 | 5,1 | 1,1 | 0,3 | 0,3 | 6,1 |
| 2020-2021 | Miami Heat          | 3   | 2  | 9,7  | 42,9 | 42,9 | 50,0 | 2,3 | 0,7 | 0,0 | 0,0 | 3,3 |
| 2022-2023 | Milwaukee Bucks     | 9   | 2  | 12,7 | 48,3 | 38,9 | 88,9 | 3,8 | 0,1 | 0,2 | 0,0 | 4,8 |
| Carriera  | Carriera            | 456 | 95 | 15,9 | 48,2 | 39,0 | 81,2 | 3,9 | 0,9 | 0,2 | 0,3 | 5,6 |

#### Play-off
| Anno     | Squadra             | PG | PT | MP   | TC%  | 3P%   | TL%  | RP  | AP  | PRP | SP  | PP  |
| -------- | ------------------- | -- | -- | ---- | ---- | ----- | ---- | --- | --- | --- | --- | --- |
| 2014     | Portland T. Blazers | 4  | 0  | 2,3  | 0,0  | -     | -    | 0,5 | 0,0 | 0,0 | 0,0 | 0,0 |
| 2015     | Portland T. Blazers | 5  | 0  | 21,2 | 66,7 | 76,9* | 50,0 | 6,6 | 1,0 | 0,4 | 0,4 | 7,8 |
| 2017     | Portland T. Blazers | 3  | 1  | 10,3 | 20,0 | 0,0   | -    | 2,7 | 0,3 | 0,0 | 0,0 | 0,7 |
| 2018     | Portland T. Blazers | 2  | 0  | 4,0  | 100  | -     | -    | 2,0 | 0,0 | 0,0 | 0,0 | 4,0 |
| 2019     | Portland T. Blazers | 11 | 2  | 15,5 | 52,3 | 42,4  | 33,3 | 3,6 | 1,1 | 0,2 | 0,1 | 7,7 |
| 2020     | Miami Heat          | 3  | 2  | 10,3 | 62,5 | 50,0  | 100  | 0,3 | 1,0 | 0,3 | 0,0 | 4,7 |
| 2023     | Milwaukee Bucks     | 2  | 0  | 2,5  | 0,0  | -     | -    | 0,5 | 0,0 | 0,0 | 0,0 | 0,0 |
| Carriera | Carriera            | 30 | 5  | 12,0 | 54,7 | 48,1  | 46,2 | 3,0 | 0,7 | 0,2 | 0,1 | 4,9 |

#### Massimi in carriera
- Massimo di punti: 30 vs Golden State Warriors (20 maggio 2019)[2]
- Massimo di rimbalzi: 16 vs Los Angeles Clippers (25 novembre 2018)
- Massimo di assist: 4 (12 volte)
- Massimo di palle rubate: 3 (2 volte)
- Massimo di stoppate: 3 (3 volte)
- Massimo di minuti giocati: 42 vs Sacramento Kings (10 aprile 2019)